# آدم أركين
آدم أركين (بالإنجليزية: Adam Arkin)‏ مواليد 19 أغسطس 1956 في بروكلين، نيويورك، الولايات المتحدة، هو ممثل ومخرج أمريكي بدأ مسيرته الفنية عام 1969.

## الأعمال
- المراقبون
- هيتش
- رجل جاد
- جينا مالون
- فرايجر
- مونك
- 8 قواعد بسيطة
- بوسطن ليغال
- أبناء الفوضى
- فارغو

## وصلات خارجية
- آدم أركين على موقع IMDb (الإنجليزية)
- آدم أركين على موقع ألو سيني (الفرنسية)
- آدم أركين على موقع ميوزك برينز (الإنجليزية)
- آدم أركين على موقع تيرنر كلاسيك موفيز (الإنجليزية)
- آدم أركين على موقع أول موفي (الإنجليزية)
- آدم أركين على موقع قاعدة بيانات برودواي على الإنترنت (الإنجليزية)
- آدم أركين على موقع قاعدة بيانات الأفلام السويدية (السويدية)
- آدم أركين على موقع إن إن دي بي (الإنجليزية)
- آدم أركين على موقع قاعدة بيانات الفيلم (الإنجليزية)
- آدم أركين على موقع كينوبويسك (الروسية)